# Grand Isle (filme)
Grand Isle é um filme de ação e suspense norte-americano de 2019, dirigido por Stephen Campanelli e estrelado por Nicolas Cage e KaDee Strickland.
O filme ganhou o prêmio "Spotlight" no "Lone Star Film Festival" de 2019.

## Sinopse
Grand Isle conta a história de um jovem pai chamado Buddy que foi acusado de assassinato. No seu interrogatório, relembra os fatos da noite anterior e alguns trechos coincidem com investigações de crianças desaparecidas. Quando a polícia investiga a casa onde moram Walter e Fancy e onde Buddy passou as últimas horas preso por causa de uma tempestade, descobrem que no porão existem várias crianças encarceradas.

## Elenco
- Nicolas Cage ... Walter
- KaDee Strickland ... Fancy
- Luke Benward ... Buddy
- Kelsey Grammer ...	detetive Jones
- Zulay Henao ... detetive Newton
- Emily Marie Palmer ... Lisa